# Paul-Henri Heenen
Pour les articles homonymes, voir Heenen.
 (juin 2018).
Paul-Henri Heenen est un physicien belge connu pour ses contributions à la structure du noyau atomique, et en particulier les noyaux exotiques.

## Carrière
Paul-Henri Heenen a obtenu son doctorat à l’université libre de Bruxelles (ULB, Belgique) en 1975 et une agrégation de l’enseignement supérieur en 1984. Il a réalisé un postdoctorat à l’Institut de physique nucléaire d'Orsay (France) et de nombreux séjours au Laboratoire national de Lawrence Livermore (Californie, USA). P.-H. Heenen a effectué le début de sa carrière au Fonds de la recherche scientifique (FRS-FNRS), pour terminer Directeur de recherche du FRS-FNRS en 1998  et devenir Professeur Ordinaire à l’université libre de Bruxelles. Il a pris sa retraite en 2013. 
P.-H. Heenen a développé, en collaboration avec Paul Bonche (CEA) et Hubert Flocard (CNRS), une méthode originale permettant d’étudier la structure du noyau atomique, bien adaptée à la description des noyaux « exotiques ». Le principe de cette méthode est de résoudre les équations de Hartree-Fock  sur un réseau tri-dimensionnel permettant de décrire les noyaux quelle que soit leur forme avec une précision numérique très supérieure à un développement sur base. Les codes développés ont été appliqués à de nombreux problèmes. La première application concernait des noyaux éloignés de la stabilité, importants en astrophysique nucléaire D’autres applications notables concernent les noyaux super-lourds, de nombre de protons supérieur à 100, les bandes rotationnelles super-déformées et la structure de la croute des étoiles à neutrons  La méthode a été étendue pour inclure des corrélations au-delà du champ moyen  ce qui permet d’étendre considérablement les possibilités de comparaison avec l’expérience.

## Distinctions et récompenses
Paul-Henri Heenen est récipiendaire de plusieurs distinctions, y compris le Prix IBM Belgique d’Informatique (1985) le 
Prix A. Wetrems de l’Académie Royale de Belgique (1991). Il est un Fellow of the American Physical Society (1997), et Membre de l’Académie royale de Belgique (1999).

## Publications
- (en) P. Bonche, H. Flocard, P.-H. Heenen, S.J. Krieger and M.S. Weiss, « Self-consistent study of triaxial deformations : Application to the isotopes of Kr, Sr, Zr and Mo », Nucl. Phys., vol. A443,‎ 1985, p. 39-63 (DOI 10.1016/0375-9474(85)90320-3)
- (en) M. Bender, P.-H. Heenen, and P.-G. Reinhard, « Self-consistent mean-field models for nuclear structure. », Rev. Mod. Phys, vol. 75,‎ 2003, p. 121-180 (DOI https://doi.org/10.1103/RevModPhys.75.121)